# O esca viatorum

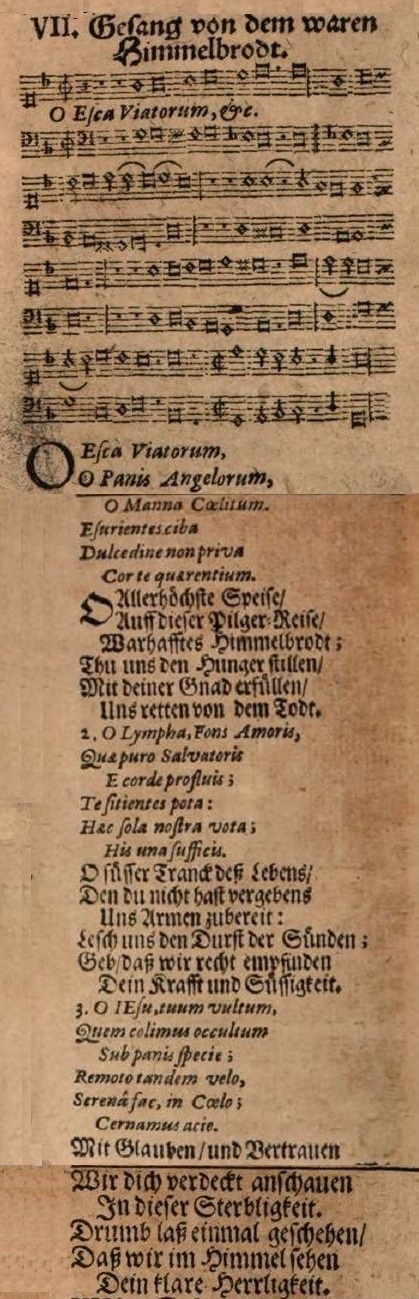
O esca viatorum, lateinisch und deutsch, Mäyntzisch Gesangbuch (1661)

O esca viatorum ist ein katholischer Eucharistie-Hymnus in lateinischer Sprache. Er findet sich erstmals in einem Würzburger Gesangbuch von 1647. Der Verfasser ist unbekannt. Der Text hat mit verschiedenen Melodien, auch in deutschen und englischen Übersetzungen, Verbreitung gefunden. Das Lied O wunderbare Speise (Gotteslob (1975) Nr. 503) bzw. O heilge Seelenspeise (Gotteslob Nr. 213) beruht auf dem Hymnus.

## Herkunft
Der Abdruck des Hymnus im Würzburger Gesangbuch Sirenes Marianae von 1647 war die Erstveröffentlichung; das geht aus einer Anmerkung im Würzburger Gesangbuch Sirenes partheniae von 1649 hervor. Vermutungen eines höheren Alters, gar Zuschreibungen an Thomas von Aquin, sind überholt. Der Hymnologe Ernest Edwin Ryden nimmt als Autor einen deutschen Jesuiten an.

## Form und Inhalt
Die drei Strophen bestehen aus sechs jambischen Dreihebern mit dem Reimschema [aabccb], wobei a und c weibliche Reime sind und b männlich ist.
Thema des Gebets ist in den ersten beiden Strophen die Sehnsucht nach der Vereinigung mit Jesus Christus in der Kommunion. Die Metaphern der ersten Strophe umkreisen den Hunger nach dem Leib Christi, die der zweiten den Durst nach dem Blut Christi. In der dritten Strophe wird die Sehnsucht eschatologisch und richtet sich auf das unverhüllte Schauen des Antlitzes Christi, das in der Verborgenheit der sakramentalen Gestalten verheißen ist.

## Text
| Mainz 1661 | Übersetzung |
| O esca viatorum, o panis angelorum, o manna coelitum, esurientes ciba, dulcedine non priva cor te quaerentium.            | O Speise der Wanderer, o Brot der Engel, o himmlisches Manna, nähre die Hungernden, beraube nicht des Genusses das Herz derer, die dich begehren.                                          |
| O lympha, fons amoris, quae puro Salvatoris e corde profluis, te sitientes pota: haec sola nostra vota; his una sufficis. | O klares Wasser, Quelle der Liebe, die du aus dem reinen Herzen des Erlösers entspringst, tränke, die nach dir dürsten: das allein sind unsere Gebete; du als einzige kannst sie erfüllen. |
| O Jesu, tuum vultum, quem colimus occultum sub panis specie, remoto tandem velo serena fac in coelo cernamus acie.        | O Jesus, gib, dass wir dein Antlitz, das wir verborgen verehren in der Brotsgestalt, einst, wenn die Hülle weggenommen ist, im Himmel mit frohem Blick schauen.                            |

## Übersetzungen
Die erste deutsche Nachdichtung war dem Hymnus im Würzburger Gesangbuch Keusche Meerfrewlein / Oder Geistliche Gesäng… von 1649 beigegeben, gleichlautend dann im Mäyntzisch Gesangbuch von 1661. In der Folge kam es zu zahlreichen Neufassungen und Erweiterungen, die sich zum Teil weit von der lateinischen Vorlage entfernten. Die vierstrophigen Fassungen der Gotteslobausgaben von 1975 und 2013 sind aus mehreren Quellen zusammengestellt; sie unterscheiden sich lediglich in der ersten Zeile, bei der man sich 1975 für eine „Entspiritualisierung“ entschieden hatte. Verzichtet wurde 1975 und auch 2013 auf ein Äquivalent für Strophe 2 des Originals „O lympha, fons amoris – O süßer Trank des Lebens“, das in der Liste der Einheitslieder enthalten war („O süßer Bronn des Lebens“).
Von den englischsprachigen Versionen ist die originalnahe Nachdichtung von Athelstan Riley (1906) O food of men wayfaring die verbreitetste.

## Melodien
Die Erstdrucke des Hymnus bieten eine „verhaltene“ dorische Melodie, die wohl nur im 17. Jahrhundert gesungen wurde. Das Kölner Gesangbuch Sirenes Symphoniacae von 1678 gibt ihm eine freudig bewegte Barockmelodie, auf die Heinrich Bone 1847 sein Sakramentslied Nun lobet Gott und singet verfasste.
Im deutschen Sprachraum setzte sich die Zuordnung zu Heinrich Isaacs Innsbruck, ich muss dich lassen durch. Diese Melodie ist, in der rhythmisch reicheren Gestaltⓘ, auch der deutschen Version des Gotteslob (Nr. 213) beigegeben. Zugleich wird als „Alternativmelodie“ auf die vereinfachte Gestaltⓘ derselben Melodie bei Nun ruhen alle Wälder (Nr. 101) verwiesen. – Wie bei allen geistlichen Texten zu dieser Melodie ist wegen des Schlussmelismas die letzte Zeile gegenüber dem Original um zwei Silben verlängert.